# Weinheim
Weinheim é uma cidade da Alemanha localizada no distrito de Rhein-Neckar-Kreis, região administrativa de Karlsruhe, estado de Baden-Württemberg.